# Lake City (Colorado)
Lake City és una població dels Estats Units, seu del comtat de Hinsdale, a l'estat de Colorado. Segons el cens del 2000 tenia 375 habitants.

## Demografia
Segons el cens del 2000, Lake City tenia 375 habitants, 182 habitatges, i 111 famílies. La densitat de població era de 172,4 habitants per km².
Dels 182 habitatges en un 20,3% hi vivien nens de menys de 18 anys, en un 50% hi vivien parelles casades, en un 6,6% dones solteres, i en un 39% no eren unitats familiars. En el 32,4% dels habitatges hi vivien persones soles el 3,8% de les quals corresponia a persones de 65 anys o més que vivien soles. El nombre mitjà de persones vivint en cada habitatge era de 2,06 i el nombre mitjà de persones que vivien en cada família era de 2,54.
Per edats la població es repartia de la següent manera: un 17,9% tenia menys de 18 anys, un 6,1% entre 18 i 24, un 31,2% entre 25 i 44, un 34,4% de 45 a 60 i un 10,4% 65 anys o més.
L'edat mediana era de 43 anys. Per cada 100 dones de 18 o més anys hi havia 115,4 homes.
La renda mediana per habitatge era de 38.056 $ i la renda mediana per família de 39.583 $. Els homes tenien una renda mediana de 29.583 $ mentre que les dones 16.875 $. La renda per capita de la població era de 23.392 $. Entorn del 4,3% de les famílies i el 8,9% de la població estaven per davall del llindar de pobresa.

## Poblacions més properes
El següent diagrama mostra les poblacions més properes.